# Rietavas
Rietavas è una città della Lituania, situata nella contea di Telšiai. Essa è inoltre il capoluogo del comune di Rietavas.